# トニー・ジョンソン (音響技術者)
トニー・ジョンソン（Tony Johnson）は、アメリカ合衆国の音響技術者である。1990年以降に30作品以上にクレジットされており、アカデミー賞録音賞には3回ノミネートされた。

## 受賞とノミネート
| 賞               | 年   | 部門   | 作品名                               | 結果       |
| ---------------- | ---- | ------ | ------------------------------------ | ---------- |
| アカデミー賞     | 2005 | 録音賞 | ナルニア国物語/第1章: ライオンと魔女 | ノミネート |
| アカデミー賞     | 2009 | 録音賞 | アバター                             | ノミネート |
| アカデミー賞     | 2013 | 録音賞 | ホビット 竜に奪われた王国            | ノミネート |
| 英国アカデミー賞 | 1993 | 録音賞 | ピアノ・レッスン                     | ノミネート |
| 英国アカデミー賞 | 2009 | 録音賞 | アバター                             | ノミネート |
| 英国アカデミー賞 | 2013 | 録音賞 | ホビット 竜に奪われた王国            | ノミネート |